# Fray Luis de León
Fray (iz besede fraile, ki v španščini pomeni "menih" oziroma "brat") Luis de León (latinsko F. Luyssi Legionensis); pesnik, humanist, pripadnik avguštinskega reda in ustanovitelj salamantinske šole, * 1527 ali 1528, Belmonte, Cuenca; † 23. avgust 1591, Madrigal de las Altas Torres.
V času španske renesanse, natančneje na področju lirike, izstopata dve osebnosti: Fray Luis de León in San Juan de la Cruz. Pišeta "lire", to so kitice iz petih verzov, ki jih je ustvaril Garcilaso. Fray Luisovo poezijo je potrebno brati iz perspektive humanistične tradicije. Njegova dela so del asketske književnosti iz druge polovice 16. stoletja, ki je navdihnjena z željo po oddaljitvi duše od vsega zemeljskega z namenom, da bi lahko dosegli Boga, ki predstavlja mir in znanje. Prevladujejo teme, povezane z moralo in asketizmom. 

## Življenje
Luis Ponce de León se je rodil okrog leta 1527-1528 v mestu Belmonte (današnja provinca Cuenca). Bil je judovskega porekla tako po materini kot tudi po očetovi strani. Oče, Lope de León, je bil odvetnik, materi pa je bilo ime Inés Varela. Prva leta študija je obiskoval v Madridu in Valladolidu, kjer je njegov oče opravljal delo kraljevega svetnika. Ko je dopolnil štirinajst let, okrog januarja leta 1543, je odpotoval v Salamanco z namenom, da bi vstopil v avguštinski red, kar mu je 29. januarja 1544 tudi uspelo. S časom je Salamanca postala središče njegovega intelektualnega življenja, saj je delal kot profesor na tamkajšnji univerzi.
V Salamanci je študiral umetnost in filozofijo (1544-1546), v Alcaláju biblijske vede (1556-1557) in teologijo v Toledu in Salamanci (1560). Na Luisa sta imela velik vpliv Fray Cipriano de la Huelga, profesor teologije, in njegov stric Francisco de León, ki ga je znal usmeriti v najtežjih trenutkih, ko se je njegova družina preselila v Granado zaradi očetovih službenih obveznosti.
Med majem in junijem leta 1560 je diplomiral in magistriral iz teologije na Univerzi v Salamanci. Takrat se je začel njegov boj za profesorska mesta. Leta 1565, po dopolnjenih štirih letih poučevanja na katedri "Santo Tomás", se je potegoval za katedro "Durando", kjer je spet premagal svojega največjega tekmeca Diega Rodruígueza. Na tem delovnem mestu se je obdržal do leta 1572. Omenjeni uspehi so povzročili jezo dominikancev, gospodarjev inkvizicije. Ti so ga ovadili in zaprli (bil je zaprt v Valladolidu, v ulici, ki zdaj nosi njegovo ime) zaradi ljudskega prevoda Svetega pisma brez licence, natančneje zaradi njegove znane verzije prevoda Visoke pesmi in zaradi promoviranja hebrejščine.
V času, ko je bil zaprt, je napisal "De los nombres de Cristo" in različne zvrsti poezije, med katerimi je tudi "La Canción a Nuestra Señora". Po njegovem bivanju v zaporu (od 27. marca 1572 do 7. decembra 1576) je bil imenovan za profesorja filozofije morale. Čez eno leto je zasedel katedro "Sagrada Escritura", ki je leta 1579 postala njegova last. Na univerzi je bil njegov učenec San Juan de la Cruz, ki se je takrat imenoval Fray Juan de San Matías. 
V Salamanci so se njegova poetična dela hitro razširila in popularizirala ter požela veliko slave pri njegovih prijateljih: pri humanistih Franciscu Sánchezu de las Brozasu in Benitu Ariasu Montanu, pri pesnikih Juanu de Almeidi in Franciscu de la Torru ter drugih (Juanu de Grialu, Pedru Chacónu in slepemu glasbeniku Franciscu de Salinasu), ki so bili del salamantinske šole. 
Vzroke za Luisovo bivanje v zaporu lahko pripišemo predvsem zavisti in prepirom med verskimi redovi ter obtožbam profesorja grškega jezika, Leóna de Castra. Glavna obtožba je bila povezana z njegovim ljudskim prevodom Visoke pesmi, saj takratni koncil tega ni dovoljeval (dovoljeno je bilo samo parafraziranje). Zasledovali in zaprli so tudi nekatere izmed njegovih prijateljev. Čeprav je bil Luis nedolžen, se je sodni proces podaljšal za štiri leta. Na koncu je bil oproščen vseh obtožb. 
Potem, ko so ga izpustili iz zapora, je začel ponovno poučevati na Univerzi v Salamanci (januar 1577). Poznan je njegov stavek, ko je začel predavati: "Včeraj smo rekli…" (kot da pretekla štiri leta ne bi bil zaprt).
Leta 1582 je skupaj z jezuitom Prudenciem de Montemayorjem sodeloval pri polemiki, ki je govorila o svobodi ljudi, kar ga je pripeljalo do ponovnih obtožb. Obtožbe niso prinesle s seboj hudih posledic, le opozorilo generalnega inkvizitorja, nadškofa in kardinala iz Toleda, Gasparja de Quiroge. 
15. septembra 1587 je v Madridu objavil predgovor v glavni izdaji knjige "Libro de la vida de Teresa de Jesús". Fray Luis je pregledal in raziskal njene zapise, ki so nastali v času njenega bivanja v samostanu San Joseja de Ávile med leti 1563 in 1565, ker je občudoval njeno delo.
14. avgusta 1591 je bil izvoljen za predstojnika samostanske province v Kastiliji (v samostanu Madrigal de las Altas Torres, Ávila). Tam je čez devet dni umrl. Posmrtne ostanke so premestili v Salamanco, kjer so ga tudi pokopali.

## Delo
Njegovo izvirno poetično delo je skromno. Izstopa šest od, v katerih avtor pokaže bogato sintezo med vero in renesančnim interkulturalizmom. V verzih je zaznati konstantno željo po zapustitvi materialnega sveta v iskanju duhovnega in božanskega. Pojavljajo se mnoga semantična nasprotja, napisana z veliko mero perfekcionizma, na primer: nebo/tla, varna zemlja/divje morje, svetovljanski hrup/osamljeno življenje.
Med proznimi deli izstopajo "La perfecta casada", ki govori o vrlinah krščanskih žensk in "De los nombres de Cristo", ta govori o imenih, ki jih je verska literatura namenila Kristusu, na primer: "Cordero" (jagnje), "Amado" (ljubljen), "Esposo" (soprog), "Pastor" (dušni pastir) itd.
Prevedel je Ode Horacija in Ekloge Vergilija. Prav tako je prevajal besedila Svetega pisma ("El libro de Job" in "El libro de los proverbios"), nekatere psalme in Salomonovo Visoko pesem.

### Aktivnosti na intelektualnem področju
Kot zaprisežen moški svojega časa ni pustil ob strani vsakdanjih problemov (še posebej problemov, povezanih s salamantinsko šolo). Sodeloval je v polemiki, imenovani "Polémica De auxiliis", skupaj z jezuitom Prudencijem de Montemayorjem, kjer je zagovarjal svobodo ljudi in bil zaradi tega kaznovan tako, da so mu prepovedali prenašanje takšnih idej med množico. Montemayorja so odstranili z mesta profesorja.

### Teme
Njegove najljubše in osebne teme, poleg moralnih in domovinskih, ki jih je opisoval v odah, so želja po samoti in pobeg v naravo ter iskanje duhovnega miru in znanja. Bil je nemiren, strasten in ognjevit moški, ki je trpel za več vrstami strasti, zato si je želel samote, umirjenosti, miru in tišine.
Tema iskanja miru in umirjenosti v naravi, ki je nagnjena k strasti, kot je bila njegova, se pojavlja večkrat v njegovi liriki. Tolažbo in mir najde v nebu ali v naravi.
Kot pesnik je razvil že prej omenjeno kitico, imenovano "lira", ampak mu je bil za prevajanje latinskih in grških pesnikov ljubši enajsterec.

## Slog
Luisov verz, tako kot njegova proza, je določen z ideali naravnosti, harmonije in jasnosti. Prevladuje jedrnato in direktno izražanje, metafore so redke, zaznati je uporabo pridevnikov. Uporaba inverzije (zamenjan vrstni red) in verznih prestopov služi za prenos nemirnosti, ki jo čuti človek, oddaljen od nebes. Jezusov vnebohod zbudi v Luisu čustva, željo po begu iz tega sveta in hrepenenje po duhovnosti.

## Spomenik v Salamanci
Leta 1858, ko so prenesli Luisove posmrtne ostanke v kapelico Svetega Jeronima na univerzi, je učiteljski zbor predlagal, da bi razpisali ljudski natečaj, z namenom, da bi izbrali kiparja, ki bo postavil spomenik. Leta 1866 sta bila izbrana kipar Nicasio Sevilla in lokacija Patio de Escuelas, ki se nahaja pred Univerzo v Salamanci. Nicasio je celo odpotoval v Rim, kjer je kot model vzel kip Aristotela. Leta 1868 je bil kip dokončan v Marseillu, 25. aprila 1869 pa je potekala v Španiji slovesna otvoritev, ki je trajala kar nekaj dni.

## Salamantinska šola
V drugi polovici 16. stoletja se je pesniško ustvarjanje sistematiziralo po kriteriju "šole", salamantiske in seviljske (šp. "escuela salamantina", "escuela sevillana"). Takšno sistematiziranje je bilo problematično in je prejelo mnogo kritik, saj naj bi šlo bolj za rezultat pedagoškega preizkusa kot za nekaj trdnega v zgodovini, ampak se ga še vedno priznava. Salamantinska šola išče ravnotežje in harmonijo med izražanjem in vsebino, preko zaskrbljenosti za teme morale, vere in filozofije. V njej je zaznati prisotnost pesnika Horacija. Nesporen "šef" te šole je Fray Luis de León. Poleg salamantinske šole je ustanovljena tudi seviljska šola, ki poudarja obliko nad vsebino. Kot rezultat nastane briljantna poezija. Njen glavni predstavnik je Francisco de Herrera.

## Dela Fray Luis de Leóna
- Escritores del siglo XVI. Tomo segundo. Obras del maestro Fray Luis de León; precédelas su vida, escrita por Don Gregorio Mayans y Siscar; y un extracto del proceso instruido contra el autor desde el año 1571 al 1576, Madrid, M. Rivadeneyra, 1855.
- Traducción literal y declaración del libro de los cantares de Salomón, Salamanca, Francisco de Toxar, 1798. Druge izdaje: Madrid, Manuel Rivadeneyra, 1855.
- De los nombres de Christo, Salamanca, Juan Fernández, 1583. Druge izdaje: Valencia, Benito Monfort, 1770; Madrid, Manuel Rivadeneyra, 1855.
- De los nombres de Cristo, Ediciones PML, 1994 (COBISS)
- La perfecta casada, Madrid, M. Rivadeneyra, 1855.
- Exposición del Libro de Job (Ms.219) [Rokopis]. Madrid, M. Rivadeneyra, 1855.
- Obras poéticas, divididas en tres libros, Madrid, M. Rivadeneyra, 1855.
- In Psalmum vigesimumsextum explanatio
- El cantar de los cantares de Salomón: interpretaciones literal y espiritual, Madrid: Cátedra, 2003 (COBISS)
- De legibus oziroma Tratado sobre la ley
- Epistolario: cartas, licencias, poderes, dictámenes
- Poesía, Ediciones PML, 1995 (COBISS)
- Zapisi iz zapora.